# جيتار تشيلي

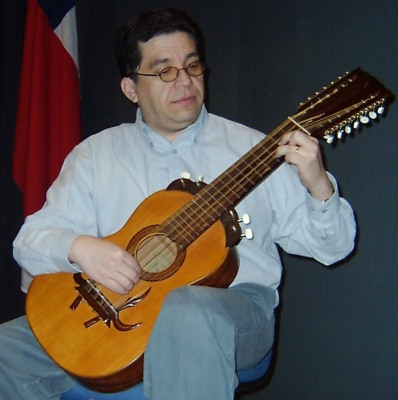
العزف على الجيتار التشيلي

جيتار تشيلي أو غيتارون تشيلينو (حرفيا: «الإيتار التشيلي الكبير») هي آلة وترية على شكل قيثارة من شيلي، مع 25 أو 24 (نادرا) وترا. يعد استخدامه المعاصر الأساسي بمثابة مرافقة مفيدة للنوع التشيلي التقليدي من الشعر الغنائي المعروف باسم كانتو ألوبويتا، على الرغم من أن القليل من الخبراء قد بدأوا أيضًا في تطوير الإمكانات المنفردة الخاصة بالأداة.

## التاريخ والاستخدام
يعود أصل الإيتار التشيلي إلى القرن السادس عشر. على الرغم من أن الاسم يشير إلى وجود أداة مستمدة من الجيتار، إلا أن تصميم الأداة وضبطها وتشغيلها مرتبط بشكل وثيق بسلف مشترك للإيتار، هو البيوالا. هناك أيضًا بعض أوجه التشابه في التصميم مع أقواس الباروك، على الرغم من أن الاتصال المباشر غير مؤكد. من الناحية التكنولوجية، اتبعت الآلة تطوراً مماثلاً لتطور الجيتار. استخدمت الأدوات القديمة حِِزَمًا مدببة مرتبطة بالأوتاد وأوتاد لضبط الاحتكاك (شبيهة بالكمان)، ولكن الأدوات الحديثة تستخدم حِرف معدنية وآلات ضبط موجهة، مثل تلك الموجودة في القيثارات الحديثة.
في الأصل كان الجيتار التشيلي أداة شعبية شوهدت في المقام الأول في المناطق الريفية. ومع ذلك، أدى الاهتمام الأخير في «الموسيقى العالمية»، وفي إحياء أشكال الموسيقى الشعبية التقليدية إلى زيادة الاهتمام بالأداة في المزيد من المناطق الحضرية والإعدادات الموسيقية المعاصرة. يستخدم الجيتار التشيلي بشكل أساسي لمرافقة الشعر الغنائي ، وهو نوع شعبي تشيلي قديم يجمع بين العشريات (شكل شعري من عشرة أسطر) والبايادا (الارتجال). تحتضن الموسيقى مجموعتين رئيسيتين من المواضيع: الغناء للآلهة ، (موضوعات دينية مهيبة)  و«الغناء للإنسان» (مواضيع فكاهية، عاطفية، ونقد اجتماعي). يتم استخدام هذه الأداة أيضا على أداء في الأشكال الموسيقية الأخرى مثل الكويكا التوندا والفالز والبولكا.

## التصميم والبناء
كما هو الحال مع معظم الآلات الشبيهة بالجيتار، فإن جيتار تشيلينو مصنوع من الخشب ويمكن تمييز نفس الأقسام الرئيسية في بنائه:
- الرأس: ثقيلة وطويلة للغاية، من الحجم تقديم الدعم للخيوط الأولية 20-21 مع موالفاتها. في بعض الأحيان زينت هيادستوك بالنحت.
- الموالفات: تستخدم الآلات القديمة موالفات ربط الاحتكاك مماثلة لتلك الموجودة في آلات الكمان، ولكن الأدوات الحديثة عادة ما تستخدم آلات ضبط موجهة مماثلة لتلك المستخدمة في القيثارات الكلاسيكية الحديثة. هذه هي التي شنت في إعداد فترة زمنية محددة مماثلة لتلك الموجودة على القيثارات الكلاسيكية، ولكن هناك ثلاث فتحات للموالف، على عكس اثنين المعتادة.
- الرقبة / الأصابع: هذا أكبر من الجيتار القياسي (حوالي 6.5-7.5   سم)، وغالبًا ما يتم تزويده بـ 8 حنق فقط، على الرغم من أن بعض الطرز الحديثة مغمورة تمامًا بـ 18 أو 19 حنقًا مثل الجيتار الكلاسيكي الحديث. في الأصل كانت الحنق عبارة عن حبال منقولة من الأمعاء، على غرار تلك التي استخدمت في قوائم عصر النهضة، ولكن الأدوات الحديثة تستخدم الحنق المعدني مثل تلك الموجودة على القيثارات.[5]
- الجسم: في بنائه التقليدي، يكون الجسم أقصر قليلاً، وهو أضيق في نوبات الجيتار، ولكنه أعمق إلى حد ما. الأبعاد النموذجية هي: طول 45-50   سم؛ عرض (نوبة العليا) 23-24   سم؛ العرض (نوبة أقل) 29-30   سم؛ عمق 11-12   سم.[6] [7] تحتوي العديد من الطرز على فتحة صوت بسيطة (8-9   سم)، على الرغم من أن بعض العينات تظهر ريدات ديكور للغاية. للجسر في كثير من الأحيان ملحقات مبهجة تسمى «الخناجر» التي تمتد على طول الجزء العلوي. يوجد في كل نوبة علوية جهازان ضبط «مساعدان»، لضبط الأوتار الأربعة البعيدة (اثنان على كل جانب من الرقبة). تُعرف هذه السلاسل البعيدة باسم "diablitos" (مضاءة «الشياطين الصغار») أو «الأصابع» (التريبلات) أو ببساطة «الشياطين».

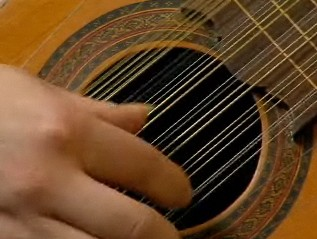
صورة مقربة لترتيب الأوتار

- الأوتار: يمكن رؤية ترتيب الأوتار حيث تمر الأوتار فوق فتحة الصوت في الجيتار في الرسم التوضيحي. الممارسة العامة الحالية هي استخدام سلاسل من المعدن (عمومًا الصلب) على السواء والجرح؛ على الأدوات التاريخية كان المعدن والأمعاء والنايلون غالباً مختلطين، حتى داخل دورة واحدة.[8] يتم تجميع هذه السلاسل في دورات بأعداد مختلفة من السلاسل. خمس دورات تمر عبر الأصابع، ولكل من هذه الدورات عادة ستة أو خمسة أو أربعة أو ثلاثة سلاسل فيها. المعيار المعاصر هو تجميع السلاسل في الدورات من 5 و 6 و 4 و 3 و 3 (من الأقل إلى الأعلى)، ولكن هناك أيضًا بعض الاختلاف بين الطرز. وبالتالي بالنسبة لبعض الأدوات، قد يختلف عدد الأوتار في دورة معينة عن هذا المعيار، على الرغم من أن إجمالي عدد الأوتار سيبقى 24 أو 25.[9] [10]

واحدة من السمات الأكثر تميّزًا لـ لهذا الإيتار هي «الشياطين الصغار»: وهي أربع سلاسل قصيرة عالية النبرة، مرتبة على جانبين من كل جانب من الرقبة، والتي تمتد من موالفات في النهايات العليا إلى دبابيس على جانبي جسر بالقرب من الخناجر.

## ضبط
يتم ضبط سلاسل داخل الدورة التدريبية إما في انسجام تام أو في أوكتافات. يكون التوليف بين الدورات في أربعة أرباع، باستثناء الدورات الثانية والثالثة حيث يكون الفاصل الزمني هو الثلث الرئيس. قد تحتوي الدورة الخامسة أو الدورة الثالثة في بعض الأحيان على أربعة سلاسل فقط، بينما تحتوي الدورة الرابعة في بعض الأحيان على خمسة سلاسل فقط، اعتمادًا على تصميم الأداة الفردية.
أحد الأشكال الشائعة لهذا التوليف هو القضاء على الأوكتافات الوسطى في الدورة الخامسة، وبالتالي:
F # 5 • A4 • (D4) D4 D4 D4 D2 • (G4) G4 G4 G4 G3 G3 • (C4) C4 C4 C3 C2 • E4 E4 E4 • A4 A4 A4 • G4 • B4
تقليديا، يقتصر التضبيط على مجموعة تفضل الصوت الذكوري، حيث أن معظم عازفي الجيتار كانوا، حتى وقت قريب، من الذكور. صممت آلات الجيتار الأنثوية الحديثة في الغالب أنماطًا جديدة للعزف على الآلة «الذكورية»، لكن عددًا قليلاً من صانعيها كانوا يجربون الأوتار الجديدة التي تسمح بضبط الأداة حتى C أو D ، لاستيعاب مجموعة صوتية أنثى بشكل أفضل. 

## العزف
طريقة اللعب التقليدية للجيتار التشليي هي انتزاع الأوتار بأطراف الأصابع والأظافر من اليد اليمنى. عادةً ما يتم استخدام إصبع الإبهام والفهرس فقط، خاصة في أنماط البايادا. اليد اليسرى تحرر الالأوتار على الأصابع بطريقة تشبه تلك الموجودة في الجيتار وغيرها من الآلات التي تشبه الجيتار.

## عازفون بارزون
- هوغو أريفالو [13]
- مارسيلو نافارو فرانكي [14]
- نيكولاس ميمبرياني [15]
- ألفونسو روبيو موراليس [16] [17]
- سانتوس روبيو موراليس [18] [19]
- مانويل سانشيز [20]
- نانو ستيرن
- اوزفالدو تشوستو اولوا [21]

## روابط خارجية
- جيتار تشيلي: الحياة الاجتماعية والسياسية والجنسية لآلة موسيقية شعبية
- جيتار شيلينو
- Ensayo sobre Patrimonio: El guitarrón chileno
- عازف الجيتار يلعب "la común" (التجويد)
- Instrumentos Musicales en los Museos de Urueña